# Pogoda
Pogoda – stan atmosfery w danym miejscu i czasie; w szerszym ujęciu – warunki meteorologiczne na danym obszarze. Ogół zjawisk pogodowych na danym obszarze w okresie wieloletnim (przynajmniej 30 lat) określany jest jako klimat. O ile nie jest podane inaczej termin pogoda jest rozumiany jako pogoda na Ziemi.
Jej stan określają składniki pogody (czyli fizyczne właściwości troposfery):
- temperatura powietrza,
- ciśnienie atmosferyczne,
- wilgotność,
- natężenie promieniowania słonecznego (insolacja)
- prędkość i kierunek wiatru,
- zachmurzenie i rodzaj chmur,
- opady i osady atmosferyczne – ich rodzaj i wielkość,
- zjawiska atmosferyczne np. burze,
- czasami podaje się także stężenie alergenów w powietrzu.

Badaniem zjawisk pogodowych zajmuje się meteorologia, ich przewidywaniem dział meteorologii – synoptyka. Dane meteorologiczne zbierane są przez stacje meteorologiczne. W Polsce sieć tych stacji obsługiwana jest przez Instytut Meteorologii i Gospodarki Wodnej.

## Pogoda poza Ziemią
Pojęcie pogody stosowane jest także do zjawisk zachodzących na innych ciałach niebieskich, np. na Słońcu czy Jowiszu.